# Вредный совет (мультфильм, 1980)
«Вре́дный сове́т» — советский короткометражный мультфильм 1980 года производства студии «Союзмультфильм», создан по мотивам стихотворения Григория Остера «Если к папе или маме» из цикла рассказов «Вредные советы». Первый из двух сюжетов в 17-м выпуске мультипликационного альманаха «Весёлая карусель» 1986 года. В мультфильме используется визуальный приём тотальной мультипликации. Роль озвучивал актёр Виктор Проскурин.

## Сюжет
Сюжет повествует о фантасмагоричном существе Чижике-Пыжике, который даёт «вредный» совет девочке, как поступить, когда в гости приходит «какая-то взрослая тётя». Под влиянием существа, девочка, незаметно подкравшись к «тёте» сзади, внезапно взорвав хлопушку, громко кричит ей в ухо «Стой! Сдавайся! Руки вверх!», вследствие чего в комнате начинается переполох: стол и предметы взлетают в воздух, а «тётя» и отец и мать девочки «падают с перепугу».

## Критика
Начав свою режиссерскую биографию в тесном сотрудничестве с прекрасным художником Юрием Батаниным в детском фильме по «Вредным советам» Елена Гаврилко сумела найти в яркой графической манере Батанина наиболее органичные для себя черты и предоставила возможность максимально полно раскрыться диапазону художника-постановщика.— Наши мультфильмы: лица, кадры, эскизы, герои, воспоминания, интервью, статьи, эссе. — М.: Интеррос, 2006. — 349 с. — с. 281